# Ytong

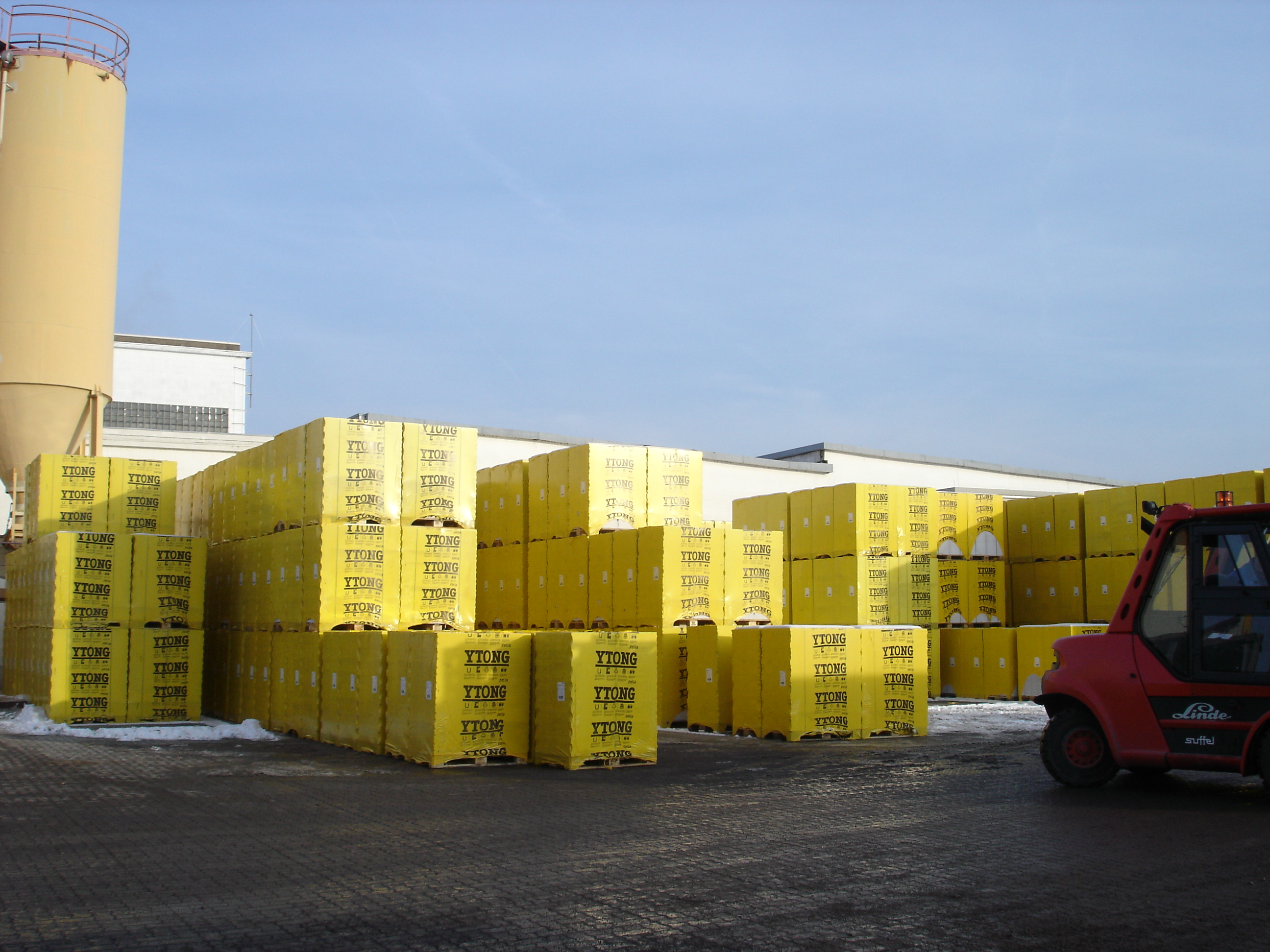
Bloki betonu komórkowego firmy Ytong

Ytong – marka betonu komórkowego produkowanego przez firmę Xella International GmbH; dawniej przedsiębiorstwo szwedzkie i niemieckie Ytong AG, od roku 1995 także przedsiębiorstwo polskie Ytong Poland.
Samo słowo ytong to skrót od szwedzkiego Yxhults ånghärdade gasbetong i oznacza wzmacniany gazobeton z Yxhult.

## Historia
Twórcą technologii produkcji bloczków z betonu komórkowego ytong był szwedzki naukowiec, Axel Eriksson, który po I wojnie światowej w związku z kryzysem energetycznym w Szwecji szukał alternatywy dla zastosowania drewna w budownictwie. Autoklawizowany gazobeton produkowany z piasku, wapna, wody, niewielkich ilości cementu i anhydrytu z dodatkiem pasty aluminiowej, wchodzącej w reakcję z wodorotlenkiem wapniowym i powodującej wydzielanie się wodoru, który uchodząc z masy spulchnia ją i umożliwia powstawanie porów, został przez niego opatentowany w 1924 roku.
Produkcja bloczków ytong na skalę przemysłową rozpoczęła się w 1929 roku, a w latach 40. XX wieku powstały pierwsze oddziały firmy na terenach Niemiec i Polski.
W 1940 roku znak handlowy „ytong” został prawnie zastrzeżony, co ograniczyło produkcje podróbek. Ytong był pierwszym zarejestrowanym materiałem budowlanym na świecie.
W 1945 roku, aby zmniejszyć straty materiałowe w czasie produkcji, wprowadzono cięcie odlewu stalowymi drutami przed procesem autoklawizacji.
W 1960 roku w Niemczech wyprodukowano pierwsze plan-bloczki, a w latach siedemdziesiątych wprowadzono do produkcji bloczki profilowane z piórem i wpustem.
W roku 1995 powstała firma Ytong Poland.
W roku 2003 podczas targów BAU Trade Fair w Monachium Ytong AG połączyła się z Haniel-Bau Industrie GmbH oraz Fels-Werke GmbH. Powstała grupa przyjęła nazwę Xella.
Obecnie w Europie istnieje 27 spółek operacyjnych Ytonga z 23 zakładami; cztery z nich ulokowane są w Polsce (Sieradz, Ostrołęka, Milicz, Piła). Rocznie firma sprzedaje w około 4,4 mln metrów sześciennych produktów.